# Ставищаны
Ставищаны (укр. Ставищани) — село в Белогорском районе Хмельницкой области Украины.
Население по переписи 2001 года составляло 399 человек. Почтовый индекс — 30222. Телефонный код — 3841. Занимает площадь 0,224 км². Код КОАТУУ — 6820388001.

## История
В 1946 г. указом ПВС УССР село Униев переименовано в Ставищаны.

## Местный совет
30222, Хмельницкая обл., Белогорский р-н, с. Ставищаны, ул. Центральная, 77